# Hervelinghen
Hervelinghen és un municipi francès situat al departament del Pas de Calais i a la regió dels Alts de França. L'any 2007 tenia 239 habitants.

## Demografia

### Població
El 2007 la població de fet de Hervelinghen era de 239 persones. Hi havia 92 famílies de les quals 24 eren unipersonals (8 homes vivint sols i 16 dones vivint soles), 24 parelles sense fills, 40 parelles amb fills i 4 famílies monoparentals amb fills.
La població ha evolucionat segons el següent gràfic:
Habitants censats

### Habitatges
El 2007 hi havia 122 habitatges, 94 eren l'habitatge principal de la família, 24 eren segones residències i 4 estaven desocupats. 116 eren cases i 4 eren apartaments. Dels 94 habitatges principals, 68 estaven ocupats pels seus propietaris, 25 estaven llogats i ocupats pels llogaters i 1 estava cedit a títol gratuït; 4 tenien dues cambres, 18 en tenien tres, 33 en tenien quatre i 38 en tenien cinc o més. 85 habitatges disposaven pel capbaix d'una plaça de pàrquing. A 43 habitatges hi havia un automòbil i a 40 n'hi havia dos o més.

### Piràmide de població
La piràmide de població per edats i sexe el 2009 era:
| Homes | Edats   | Dones |
| ----- | ------- | ----- |
| 0     | 95 o +  | 0     |
| 0     | 90 a 94 | 0     |
| 0     | 85 a 89 | 4     |
| 0     | 80 a 84 | 0     |
| 4     | 75 a 79 | 4     |
| 4     | 70 a 74 | 8     |
| 0     | 65 a 69 | 0     |
| 0     | 60 a 64 | 0     |
| 12    | 55 a 59 | 4     |
| 0     | 50 a 54 | 0     |
| 8     | 45 a 49 | 8     |
| 0     | 40 a 44 | 8     |
| 16    | 35 a 39 | 8     |
| 4     | 30 a 34 | 4     |
| 4     | 25 a 29 | 8     |
| 8     | 20 a 24 | 4     |
| 8     | 15 a 19 | 8     |
| 8     | 10 a 14 | 8     |
| 8     | 5 a 9   | 4     |
| 8     | 0 a 4   | 20    |

## Economia
El 2007 la població en edat de treballar era de 155 persones, 112 eren actives i 43 eren inactives. De les 112 persones actives 98 estaven ocupades (58 homes i 40 dones) i 13 estaven aturades (7 homes i 6 dones). De les 43 persones inactives 15 estaven jubilades, 8 estaven estudiant i 20 estaven classificades com a «altres inactius».

### Ingressos
El 2009 a Hervelinghen hi havia 90 unitats fiscals que integraven 253 persones, la mediana anual d'ingressos fiscals per persona era de 15.685 €.

### Activitats econòmiques
Dels 6 establiments que hi havia el 2007, 2 eren d'empreses de construcció, 1 d'una empresa d'hostatgeria i restauració, 1 d'una empresa financera, 1 d'una empresa de serveis i 1 d'una empresa classificada com a «altres activitats de serveis».
Els 2 serveis als particulars que hi havia el 2009 eren lampisteries.
L'any 2000 a Hervelinghen hi havia 8 explotacions agrícoles que ocupaven un total de 332 hectàrees.

## Equipaments sanitaris i escolars
El 2009 hi havia una escola elemental integrada dins d'un grup escolar amb les comunes properes formant una escola dispersa.

## Poblacions més properes
El següent diagrama mostra les poblacions més properes.